# 72e cérémonie des Primetime Emmy Awards
La 72e cérémonie des Primetime Emmy Awards (ou « Emmys »), organisé par l'Academy of Television Arts and Sciences, s'est déroulée le 20 septembre 2020 et a récompensé les meilleurs programmes télévisés diffusés en primetime au cours de la saison 2019-2020 (du 1er juin 2019 au 31 mai 2020) sur les réseaux publics et câblés américains. Elle a été diffusée sur ABC.
La liste des nommés est publiée le 28 juillet 2020.

## Présentateurs et intervenants
L'émission est présentée par Jimmy Kimmel.

## Palmarès

### Séries dramatiques

#### Meilleure série télévisée dramatique
- Succession (HBO)
  - Better Call Saul (AMC)
  - The Crown (Netflix)
  - The Handmaid's Tale : La Servante écarlate (Hulu)
  - Killing Eve (BBC)
  - The Mandalorian (Disney+)
  - Ozark (Netflix)
  - Stranger Things (Netflix)

#### Meilleur acteur
- Jeremy Strong pour le rôle de Kendall Roy dans Succession
  - Jason Bateman pour le rôle de Martin 'Marty' Byrde dans Ozark
  - Sterling K. Brown pour le rôle de Randall Pearson dans This Is Us
  - Steve Carell pour le rôle de Mitch Kessler dans The Morning Show
  - Brian Cox dans le rôle de Logan Roy dans Succession
  - Billy Porter pour le rôle de Pray Tell dans Pose

#### Meilleure actrice
- Zendaya pour le rôle de Rue dans Euphoria
  - Jennifer Aniston pour le rôle de Alex Levy dans The Morning Show
  - Olivia Colman pour le rôle de Élisabeth II dans The Crown
  - Jodie Comer pour le rôle de Villanelle dans Killing Eve
  - Laura Linney pour le rôle de Wendy Byrde dans Ozark
  - Sandra Oh pour le rôle d'Eve Polastri dans Killing Eve

#### Meilleur acteur dans un second rôle
- Billy Crudup pour le rôle de Cory Ellison dans The Morning Show
  - Nicholas Braun pour le rôle de Greg Hirsch dans Succession
  - Kieran Culkin pour le rôle de Roman Roy dans Succession
  - Mark Duplass pour le rôle de Charles 'Chip' Black dans The Morning Show
  - Giancarlo Esposito pour le rôle de Gus Fring dans Better Call Saul
  - Matthew Macfadyen pour le rôle de Tom Wambsgans dans Succession
  - Bradley Whitford pour le rôle de Commander Joseph Lawrence dans The Handmaid's Tale : La Servante écarlate
  - Jeffrey Wright pour le rôle de Bernard dans Westworld

#### Meilleure actrice dans un second rôle
- Julia Garner pour le rôle de Ruth Langmore dans Ozark
  - Helena Bonham Carter pour le rôle de la princesse Margaret dans The Crown
  - Laura Dern pour le rôle de Renata Klein dans Big Little Lies
  - Thandie Newton pour le rôle de Maeve dans Westworld
  - Fiona Shaw pour le rôle de Carolyn Martens dans Killing Eve
  - Sarah Snook pour le rôle de Shiv Roy dans Succession
  - Meryl Streep pour le rôle de Mary Louise Wright dans Big Little Lies
  - Samira Wiley pour le rôle de Moira dans The Handmaid's Tale : La Servante écarlate

#### Meilleure réalisation
- Andrij Parekh pour l'épisode Hunting dans Succession
  - Benjamin Caron pour l'épisode Aberfan dans The Crown
  - Jessica Hobbs pour l'épisode Cri du Cœur dans The Crown
  - Lesli Linka Glatter pour l'épisode Prisoners of War dans Homeland
  - Mimi Leder pour l'épisode The Interview dans The Morning Show
  - Alik Sakharov pour l'épisode Fire Pink dans Ozark
  - Ben Semanoff pour l'épisode Su Casa Es Mi Casa dans Ozark
  - Mark Mylod pour l'épisode This Is Not For Tears dans Succession

#### Meilleur scénario
- Jesse Armstrong pour l'épisode This Is Not For Tears dans Succession
  - Thomas Schnauz pour l'épisode Bad Choice Road dans Better Call Saul
  - Gordon Smith pour l'épisode Bagman dans Better Call Saul
  - Peter Morgan pour l'épisode Aberfan dans The Crown
  - Chris Mundy pour l'épisode All In dans Ozark
  - John Shiban pour l'épisode Boss Fight dans Ozark
  - Miki Johnson pour l'épisode Fire Pink dans Ozark

### Séries comiques

#### Meilleure série comique
- Schitt's Creek (Pop TV)
  - Larry et son nombril (HBO)
  - Dead to Me (Netflix)
  - The Good Place (NBC)
  - Insecure (HBO)
  - La Méthode Kominsky (Netflix)
  - Mme Maisel, femme fabuleuse (Prime)
  - What We Do in the Shadows (FX)

#### Meilleur acteur
- Eugene Levy pour le rôle de Johnny Rose dans Bienvenue à Schitt's Creek
  - Anthony Anderson dans le rôle de Andre 'Dre' Johnson Sr. dans Black-ish
  - Don Cheadle dans le rôle de Mo Monroe dans Black Monday
  - Ted Danson pour le rôle de Michael dans The Good Place
  - Michael Douglas pour le rôle de Sandy Kominsky dans La Méthode Kominsky
  - Ramy Youssef pour le rôle de Ramy dans Ramy

#### Meilleure actrice
- Catherine O'Hara pour le rôle de Moira Rose dans Bienvenue à Schitt's Creek
  - Christina Applegate pour le rôle de Jen Harding dans Dead to Me
  - Rachel Brosnahan pour le rôle de Miriam 'Midge' Maisel dans Mme Maisel, femme fabuleuse
  - Linda Cardellini pour le rôle de Judy Hale dans Dead to Me
  - Issa Rae pour le rôle d'Issa dans Insecure
  - Tracee Ellis Ross pour le rôle de Rainbow Johnson dans Black-ish

#### Meilleur acteur dans un second rôle
- Dan Levy pour le rôle de David Rose dans Bienvenue à Schitt's Creek
  - Mahershala Ali pour le rôle de Sheikh Malik dans Ramy
  - Alan Arkin pour le rôle de Norman Newlander dans La Méthode Kominsky
  - Andre Braugher pour le rôle de Captain Raymond Holt dans Brooklyn Nine-Nine
  - Sterling K. Brown pour le rôle de Reggie dans Mme Maisel, femme fabuleuse
  - William Jackson Harper pour le rôle de Chidi Anagonye dans The Good Place
  - Tony Shalhoub pour le rôle de Abe Weissman dans Mme Maisel, femme fabuleuse
  - Kenan Thompson pour plusieurs rôles dans Saturday Night Live

#### Meilleure actrice dans un second rôle
- Annie Murphy pour le rôle d'Alexis Rose dans Bienvenue à Schitt's Creek
  - Alex Borstein pour le rôle de Susie Myerson dans Mme Maisel, femme fabuleuse
  - D'Arcy Carden dans le rôle de Janet dans The Good Place
  - Betty Gilpin pour le rôle de Debbie Eagan dans GLOW
  - Marin Hinkle pour le rôle de Rose Weissman dans Mme Maisel, femme fabuleuse
  - Kate McKinnon pour le rôle de plusieurs personnages dans Saturday Night Live
  - Yvonne Orji pour le rôle de Molly dans Insecure
  - Cecily Strong pour le rôle de plusieurs personnages dans Saturday Night Live

#### Meilleure réalisation
- Andrew Cividino et Dan Levy pour l'épisode Happy Ending dans Schitt's Creek
  - Matt Shakman pour l'épisode The Great dans The Great
  - Amy Sherman-Palladino pour l'épisode It's Comedy or Cabbage dans Mme Maisel, femme fabuleuse
  - Daniel Palladino pour l'épisode Marvelous Radio dans Mme Maisel, femme fabuleuse
  - Gail Mancuso pour l'épisode Finale Part 2 dans Modern Family
  - Ramy Youssef pour l'épisode Miakhalifa.mov dans Ramy
  - James Burrows pour l'épisode We Love Lucy dans Will et Grace

#### Meilleur scénario
- Dan Levy pour l'épisode Happy Ending dans Schitt's Creek
  - Michael Schur pour l'épisode Whenever You're Ready dans The Good Place
  - Tony McNamara pour l'épisode The Great dans The Great
  - David West pour l'épisode The Presidential Suite dans Schitt's Creek
  - Sam Johnson et Chris Marcil pour l'épisode Collaboration dans What We Do in the Shadows
  - Paul Simms pour l'épisode Ghosts dans What We Do in the Shadows
  - Stefani Robinson pour l'épisode On The Run dans What We Do in the Shadows

### Mini-séries et téléfilms

#### Meilleure série limitée
- Watchmen (HBO)
  - Little Fires Everywhere (Hulu)
  - Mrs. America (FX)
  - Unbelievable (Netflix)
  - Unorthodox (Netflix)

#### Meilleure actrice
- Regina King pour le rôle de Angela Abar / Sister Night dans Watchmen
  - Cate Blanchett pour le rôle de Phyllis Schlafly dans Mrs. America
  - Shira Haas pour le rôle de Esther Shapiro dans Unorthodox
  - Octavia Spencer pour le rôle de Madam C.J. Walker dans Self Made : D'après la vie de Madame C.J. Walker
  - Kerry Washington pour le rôle de Mia Warren dans Little Fires Everywhere

#### Meilleur acteur
- Mark Ruffalo pour le rôle de Dominick Birdsey / Thomas Birdsey dans I Know This Much Is True
  - Jeremy Irons pour le rôle de Adrian Veidt / Ozymandias dans Watchmen
  - Hugh Jackman pour le rôle de Frank Tassone dans Bad Education
  - Paul Mescal pour le rôle de Connell dans Normal People
  - Jeremy Pope pour le rôle de Archie Coleman dans Hollywood

#### Meilleure actrice dans un second rôle
- Uzo Aduba pour le rôle de Shirley Chisholm dans Mrs. America
  - Toni Collette pour le rôle de la détective Grace Rasmussen dans Unbelievable
  - Margo Martindale pour le rôle de Bella Abzug dans Mrs. America
  - Jean Smart pour le rôle de l'agent Laurie Blak dans Watchmen
  - Holland Taylor pour le rôle de Miss Ellen Kincaid dans Hollywood

#### Meilleur acteur dans un second rôle
- Yahya Abdul-Mateen II pour le rôle de Cal Abar / Dr. Manhattan dans Watchmen
  - Jovan Adepo pour le rôle de Will Reeves / Hooded Justice dans Watchmen
  - Tituss Burgess pour le rôle de Titus Andromedon dans Unbreakable Kimmy Schmidt : Kimmy vs. The Reverend
  - Louis Gossett Jr. pour le rôle de William Reeves dans Watchmen
  - Dylan McDermott pour le rôle d'Ernie West dans Hollywood
  - Jim Parsons pour le rôle d'Henry Wilson dans Hollywood

#### Meilleure réalisation
- Maria Schrader pour Unorthodox
  - Lynn Shelton pour l'épisode Find A Way dans Little Fires Everywhere
  - Lenny Abrahamson pour l'épisode Episode 5 de Normal People
  - Nicole Kassell pour l'épisode It's Summer And We're Running Out Of Ice dans Watchmen
  - Steph Green pour l'épisode Little Fear Of Lightning dans Watchmen
  - Stephen Williams pour l'épisode This Extraordinary Being dans Watchmen

#### Meilleur scénario
- Damon Lindelof et Cord Jefferson pour l'épisode This Extraordinary Being dans Watchmen
  - Tanya Barfield pour l'épisode Shirley dans Mrs. America
  - Sally Rooney et Alice Birch pour l'épisode Episode 3 dans Normal People
  - Susannah Grant, Michael Chabon et Ayelet Waldman pour l'épisode Episode 1 dans Unbelievable
  - Anna Winger pour l'épisode Part 1 dans Unorthodox